# مالاگوتی
مالاگوتی (انگلیسی: Malaguti) شرکت موتورسیکلت‌سازی ایتالیایی است، که در سال ۱۹۳۰ توسط آنتانیو مالاگوتی تأسیس شد.